# Georg Bach
Georg Bach (ur. 1903, zm. ?) – zbrodniarz nazistowski, członek załogi niemieckiego obozu koncentracyjnego Mauthausen-Gusen i SS-Unterscharführer.
Członek NSDAP i Waffen-SS (od 7 listopada 1939, nr identyfikacyjny w SS: 123082). Od 10 stycznia 1940 do kwietnia 1945 pełnił służbę w Gusen I, podobozie KL Mauthausen. Sprawował tam następujące funkcje: zajmował się rachunkowością, kierował komandem więźniów w magazynie zaopatrzeniowym i odpowiadał za koszary SS.
Za znęcanie się nad podległymi mu więźniami został skazany w procesie załogi Mauthausen-Gusen (US vs. Georg Bach i inni) na 3 lata pozbawienia wolności.